# Kolno
Kolno [pronunciación en polaco: /ˈkɔlnɔ/] es un pueblo ubicado en el distrito administrativo de Gmina Poświętne, dentro del Condado de Wołomin, Voivodato de Mazovia, en el este de Polonia central. Se encuentra aproximadamente a 5 kilómetros al oeste de Poświętne, a 10 kilómetros al este de Wołon, y a 28 kilómetros al noreste de Varsovia.